# 仏坂健太
仏坂 健太（ほとけざか けんた、1985年 - ）は、日本の天体物理学者であり、東京大学大学院理学系研究科附属ビッグバン宇宙国際研究センター（RESCEU）の准教授として勤務している。重力波天文学や元素合成の起源解明などに精力的に取り組んでいる。

## 経歴
京都大学大学院理学研究科博士課程修了（2014年）、博士（理学）取得。
プリンストン大学（米国）での研究員を経て、東京大学大学院理学系研究科附属ビッグバン宇宙国際研究センター准教授に就任。

## 研究分野
仏坂氏の研究は以下の分野に焦点を当てている
- 重力波天文学：コンパクト連星合体からの重力波放出の研究を通じて、宇宙の進化や連星ブラックホール・中性子星の性質を解明。
- 電磁波対応天体：重力波イベントに対応する電磁波放射の観測と理論的研究。特に、中性子星合体後に放出されるキロノバ（kilonova）に注目。
- 元素の起源：宇宙における元素合成の起源を解明するため、中性子星合体や超新星爆発が宇宙化学進化に果たす役割を研究。
- ガンマ線バースト：長・短ガンマ線バーストの発生メカニズムや進化を探求。
- 連星進化：連星系の進化過程を理論的・観測的に研究し、星形成と進化の新しいモデルを構築。

## 受賞歴
- 2019年：日本物理学会若手奨励賞
- 2019年：日本天文学会研究奨励賞
- 2022年：第16回（2022年度）湯川記念財団・木村利栄理論物理学賞

## 所属学会
- 日本物理学会
- 日本天文学会
- アメリカ天文学会（AAS）